# Kampftruppen (Zeitschrift)
Kampftruppen war von 1964 bis 1977 eine deutsche militärische Fachzeitschrift. Sie ging aus dem Magazin Panzer, Kampftruppen, Infanterie hervor. 1978 wurde ihr Nachfolger die Zeitschrift Kampftruppen, Kampfunterstützungstruppen. Herausgegeben wurde Kampftruppen vom Arbeitskreis der Kampftruppen. Die Zeitschrift erschien im Maximilian-Verlag in Herford.